# 乱反射 (小説)
『乱反射』（らんはんしゃ）は、貫井徳郎による日本の推理小説。『週刊朝日』（朝日新聞出版）にて2007年8月17日号から2008年10月3日号に連載、朝日新聞出版から2009年2月20日に刊行された。不慮の事故で幼い息子を亡くした新聞記者がつきとめた息子の死の真相、法では裁くことのできない小さな罪の連鎖から、モラルを欠いた現代社会を描いた社会派ミステリー。
第63回日本推理作家協会賞長編及び連作短編部門受賞作、第141回直木三十五賞候補作。物語はマイナス44章から始まり、事故発生の経緯が描かれ、発生を経て改めて第1章から続いていくが、日本推理作家協会賞ではこの点が「『すでに知っている事柄の答え合わせをさせられている』感覚が強い」などの批評もあったが、作家としての技量やミステリ界に対する貢献などが加味されて受賞に至った。
2018年、テレビドラマ化された。

## あらすじ
強風で街路樹が倒れ、側を歩いていた女性が押していたベビーカーに直撃する。止まらない血に動転する母親を様々な不幸が襲う。病院の患者たらい回し、軽い風邪程度で夜間救急を利用する若者たち、ある病気により街路樹の診断を怠ってしまった業者、街路樹の伐採に反対し診断業者を追い返した主婦たち、プライドから犬のフンの片付けを途中で切り上げた市役所の職員、犬のフンを片付けなかった老人、少しずつのモラルのない身勝手な行動が不幸の原因を作っていった。

## 登場人物
加山 聡（かやま さとし）
新聞記者。妻・光恵と2歳の息子・健太と3人暮らし。被害者の父親。
田丸 ハナ（たまる ハナ）
50代の主婦。困っている人を見捨てておけない性分で、ボランティア活動に精を出している。道路の拡幅工事で街路樹が伐採されると聞き、反対運動をしようと考える。娘に人生を否定され、それを覆すためにも反対運動を成功させたいと思うようになる。
阿部 昌子（あべ まさこ）
ハナの近所に住む主婦。自宅の南側に高層マンションの建設計画が進められており、建設差し止めを求める話し合いの場を設けて欲しいと求めている。
三隅 幸造（みすみ こうぞう）
60代後半。定年退職後、寝ることしか楽しみがない自分に愕然とし、犬を飼うことにする。ひどい腰痛で犬のフンの始末に難儀し、街路樹の根元に放置してしまう。
久米川 治昭（くめかわ はるあき）
内科医師。3つの病院でアルバイトの掛け持ちをしている。安易な医療訴訟はすべきではないとの意見を持つ。
安西 寛（あんざい ひろし）
19歳。大学生。虚弱体質で、2週間に1度は病院に罹る。混雑する待合室で別の病気がうつるのが嫌で、夜間救急を利用する。
小林 麟太郎（こばやし りんたろう）
市役所道路管理課職員。25歳。道路拡幅に伴う街路樹伐採の事前調査中、大量の犬のフンを片付ける羽目になる。
佐藤 和代（さとう かずよ）
阿部昌子の隣人で、同じくマンション建設に反対している。自分たちを見下し、それを隠せていると思っているハナの言動を内心面白がっている。
雪代 可奈（ゆきしろ かな）
安西寛と同じ大学の法学部の清楚な雰囲気の学生。欠席した授業のノートを写させて欲しいと安西に頼む。深夜にひどい風邪をひき、安西に病院を紹介してもらうが、断ったのにわざわざ病院まで来た安西の馴れ馴れしすぎる接し方に嫌悪感を覚える。
田丸 佐緒里（たまる さおり）
ハナの娘。24歳。誰にでもできる仕事しかさせて貰えず、男性と同じ立場で仕事をしたいとの考えを恋人に否定され、縁故採用された会社を1年あまりで辞める決意をする。母のような夫に尽くすだけの人生は真っ平だと思っている。
河島（かわしま）
拡幅計画がある道路沿いの住人。計画が持ち上がった際の担当者の態度に腹を立て、未だに唯一セットバックに応じない。道路管理課で「生きた伝説」と語り継がれる存在。心臓発作で急死し、偶然にも佐藤和代が看取る。
上村（かみむら）
道路管理課職員。麟太郎の上司。
榎田 克子（えのきだ かつこ）
自分より可愛く、自分よりスタイルが良い5歳年下の高校生の妹・麗美（れいみ）にコンプレックスを抱いている。軽自動車でさえ上手く車庫入れができなかったのに、妹の希望により買い換えられたSUVでは尚更上手くできず苛立つ。
足達 道洋（あだち みちひろ）
〈石橋造園土木〉勤務。樹木医の資格を有する。34歳。息子の誕生をきっかけに潔癖症になり、生後8ヶ月の息子のおむつ替えは愚か、抱き上げることもできなくなり、それは夫婦生活も例外ではなくなった。
足達 泰代（あだち やすよ）
道洋の妻。病的なまでの潔癖症になった夫を当初は同情していたが、何気なく望んだ夫婦の営みの前に体を除菌シートで拭かれ、立腹し傷ついた。
粕谷 静江（かすや しずよ）
ハナが娘を見返すために通い始めた英会話教室で親しくなった年配の女性。ハナから道路拡幅に伴う街路樹伐採の話を聞き、市議会議員を夫に持つ知人に話をする機会を設け、反対運動の中心的人物になっていく。
宮崎 佳美（みやざき よしみ）
静江の友人。市議会議員を夫に持つ。

## 書誌情報
- 乱反射（2009年2月20日、朝日新聞出版、ISBN 978-4-02-250541-5）
- 乱反射（2011年11月4日、朝日文庫、ISBN 978-4-02-264638-5）

## テレビドラマ
「メ〜テレ開局55周年記念ドラマ」として同局制作でテレビドラマ化され、テレビ朝日系で2018年9月22日の22時15分から翌0時8分に放送された。主演は妻夫木聡・井上真央。
2019年6月15日から上海で開催されている第22回上海国際映画祭でプレミア上映された。海外での反響を受け、再編集を経た劇場用ディレクターズカット版が2019年9月21日に劇場公開された。

### キャスト
- 加山聡 - 妻夫木聡
- 加山光恵 - 井上真央
- 足達道洋 - 萩原聖人
- 海老沢一也 - 北村有起哉
- 上村育夫 - 光石研
- 久米川治昭 - 三浦貴大
- 小林麟太郎 - 芹澤興人
- 大塚かなえ - 相楽樹
- 加山路子 - 原日出子
- 加山彰 - 大鷹明良
- 羽鳥恵美 - 堀内敬子
- 足達泰代 - 前田亜季
- 三隅菊江 - 田島令子
- 芦澤真人 - 大石吾朗
- 佐々倉研二 - モロ師岡
- 斉木さん - 竹内都子
- 男 - 大塚ヒロタ
- 女 - 吉谷彩子
- 加山翔太 - 小岸洸琉
- 粕谷静江 - 筒井真理子
- 田丸ハナ - 梅沢昌代
- 三隅幸造 - 田山涼成
- 石橋忠行 - 鶴見辰吾
- 佐藤玲、小林蓮、朝倉えりか、井上裕衣、濱田隼　ほか

### スタッフ
- 原作 - 貫井徳郎『乱反射』（朝日新聞出版/朝日文庫）
- 演出 - 石井裕也
- 脚本 - 成瀬活雄、石井裕也
- 音楽 - 河野丈洋
- 撮影 - 藤澤順一
- 照明 - 長田達也
- 編集 - 普嶋信一
- サウンドデザイン - 石井和之
- 樹木診断監修 - 中野陽一郎（株式会社陽庭）
- 新聞社監修 - 朝日新聞社
- 医療指導 - 中澤暁雄、山本昌督
- 技術協力 - アップサイド
- VFX - IMAGICA
- 操演 - ローカスト
- プロデュース - 松岡達矢（メ～テレ）、布施等（MMJ）
- チーフプロデューサー - 新村裕（メ～テレ）、太田雅人（メ～テレ）
- エグゼクティブプロデューサー - 福嶋更一郎（メ～テレ）
- 制作プロダクション - MMJ
- 製作著作 - メ～テレ

### 受賞歴
- 2019年日本民間放送連盟賞 テレビドラマ種目 優秀賞[9]